# Morada Nova
Morada Nova is een gemeente in de Braziliaanse deelstaat Ceará. De gemeente telt 63.126 inwoners (schatting 2009).
De gemeente grenst aan Ocara, Beberibe, Russas, Limoeiro do Norte, São João do Jaguaribe, Alto Santo, Jaguaribara, Jaguaretama, Banabuiú, Quixadá, Ibicuitinga en Ibaretama.